# Calle del Buen Suceso (Madrid)
La calle del Buen Suceso es una vía pública de la ciudad española de Madrid, situada en el barrio de Argüelles, distrito de Moncloa-Aravaca.

## Descripción
La vía discurre desde la calle de la Princesa hasta el paseo del Pintor Rosales. Lleva el título por estar en ella tanto la segunda como la tercera iglesia del Buen Suceso. Aparece descrita en Las calles de Madrid (1889) de Hilario Peñasco de la Puente y Carlos Cambronero con las siguientes palabras:

Buen Suceso. Desde la de la Princesa á la de Rosales. Es de apertura moderna. Lleva este nombre por hallarse al lado de la iglesia de Nuestra Señora del Buen Suceso.
(Peñasco de la Puente y Cambronero, 1889, p. 109)